# 北洋通商大臣
北洋通商大臣（ほくようつうしょうだいじん）は清朝の欽差大臣。略して北洋大臣（満洲語：ᠠᠮᠠᡵᡤᡳ
ᠨᠠᠮᡠ ᠊ᡳ
ᠪᠠᡳ᠌ᡨ᠋ᠠ ᠪᡝ
ᡴᠠᡩ᠋ᠠᠯᠠᡵᠠ
ᠠᠮᠪᠠᠨ、amargi namu i baita be kadalara amban）ともいう。
アロー戦争後の1861年に清朝は総理各国事務衙門を設置し、その下に三口通商大臣と五口通商大臣を置き、対外通商と外交事務を担当させた。このうち三口通商大臣は天津に駐在し、天津条約と北京条約で開港された牛荘（現在の営口市）・天津・登州（現在の威海市と煙台市北部）の通商事務を担当した。初代の三口通商大臣は崇厚だった。
1870年に三口通商大臣は北洋通商大臣と改称され、直隷総督が兼任し、直隷省（現在の河北省）・山東省・奉天省（現在の遼寧省）三省の通商・洋務・外交・海防などを担当した。歴代の北洋大臣には李鴻章、王文韶、栄禄、袁世凱らがいる。